# Reuzengenet
De Reuzengenet (Genetta victoriae) is een roofdier uit de familie van de civetkatachtigen (Viverridae).

## Verspreiding
Deze soort komt voor in het noorden en oosten van Kongo en in Oeganda.